# Mongolská říše
Mongolská říše (středomongolsky Yeke Mongγol Ulus, doslova „Veliký mongolský lid“, mongolsky Монголын Эзэнт Гүрэн, Mongolyn Ezent Güren; Их Mонгол улс, Ikh Mongol Uls) byla druhou největší říší v dějinách lidstva. Existovala ve 13. a 14. století a v době svého největšího rozmachu ovládala území o rozloze 33 000 000 km2 (22 % souše), kde žilo na 100 milionů obyvatel.
Mongolská říše vznikla roku 1206, kdy Temüdžin sjednotil rozdrobené mongolské kmeny a stal se Čingischánem („nejvyšším vládcem“). Čingischán započal mohutnou expanzi, při které byla dobyta Čína, Střední Asie, Persie, Kavkaz i východní Evropa. V roce 1241 se mongolská vojska ocitla i na Moravě a v Uhrách. Mongolové se též neúspěšně pokoušeli dobýt Indii, Japonsko, Jávu a Egypt. Při mongolských nájezdech zemřelo více než 40 milionů lidí.
V letech 1260 až 1264, na začátku vlády Čingischánova vnuka Kublajchána, proběhla válka o dědictví a zesílily odstředivé tendence, kdy některé části říše odmítly uznat Kublaje vládcem. Po jeho smrti se říše definitivně rozdělila na čtyři nezávislé chanáty, a to mongolsko-čínskou Jüanskou říši, středoasijskou Čagatajskou říši, blízkovýchodní říši Ílchánů a východoevropskou Zlatou hordu. Během 14. století Jüan a Ilchanát zanikly a o obnovu mongolské říše se pokusil turkický Tímúr Lenk (tímúrovská říše).

## Mongolské vojenství

### Vojenská tažení

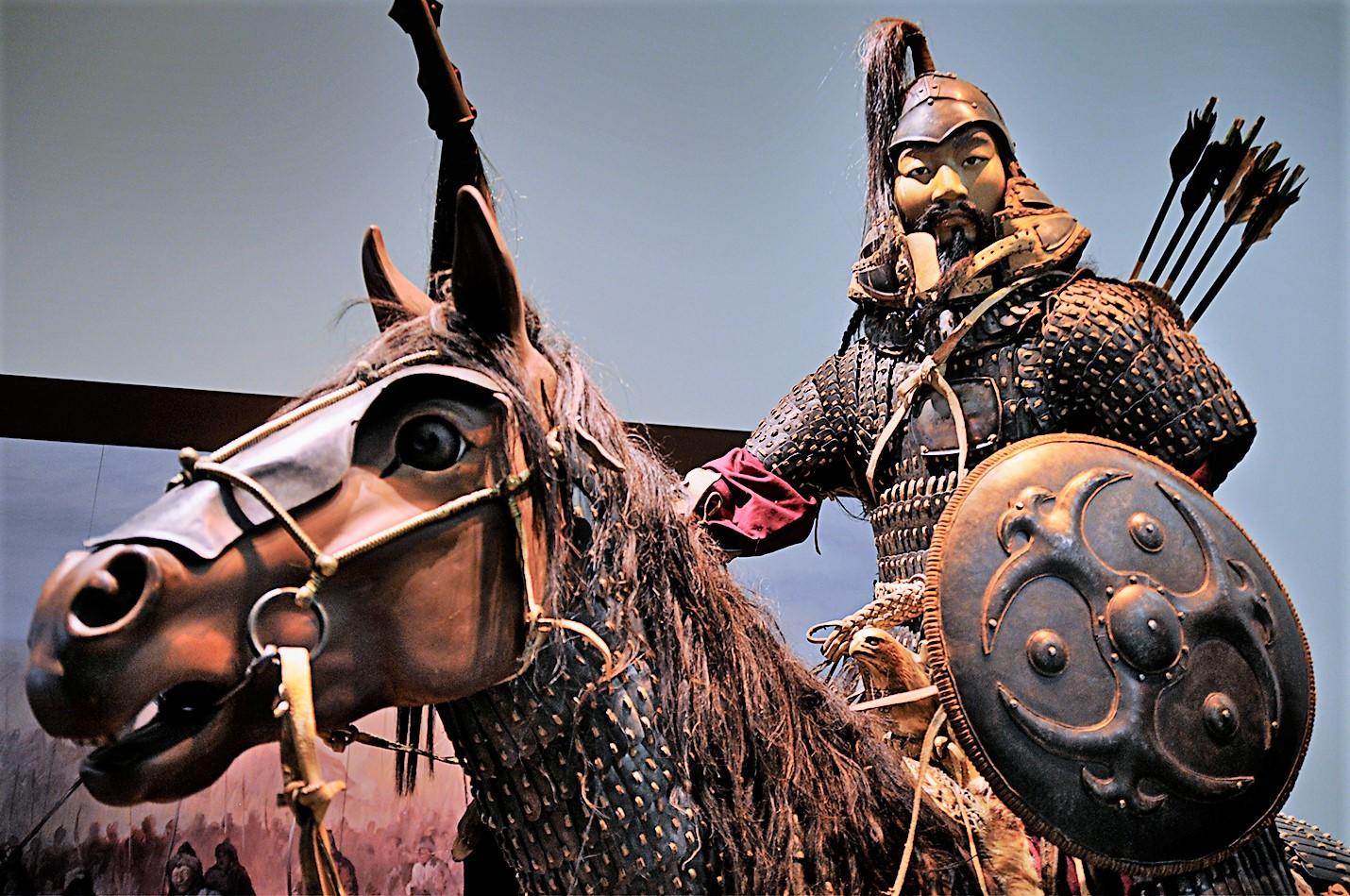
Rekonstrukce mongolského jezdce

Během svých vojenských tažení si Mongolové podrobili velkou část Asie a východní Evropy. Jejich armády dokázaly překonat hory, moře, pouště, stepi a jako jediní v historii dokázali vést úspěšné tažení na Rus v době zimy.

### Vojenská technika
Mongolové si nechávali projektovat a stavět nejnovější obléhací stroje od cizinců, čímž získávali při obléhacích bojích výhodu jak technickou, tak i výhodu překvapení. Při většině bitev využili ve svůj prospěch své silné jezdectvo, hlavně lučištníky na koních, kteří dokázali za jízdy zasáhnout cíl na několik desítek metrů.

## Historie

### Před Čingischánem

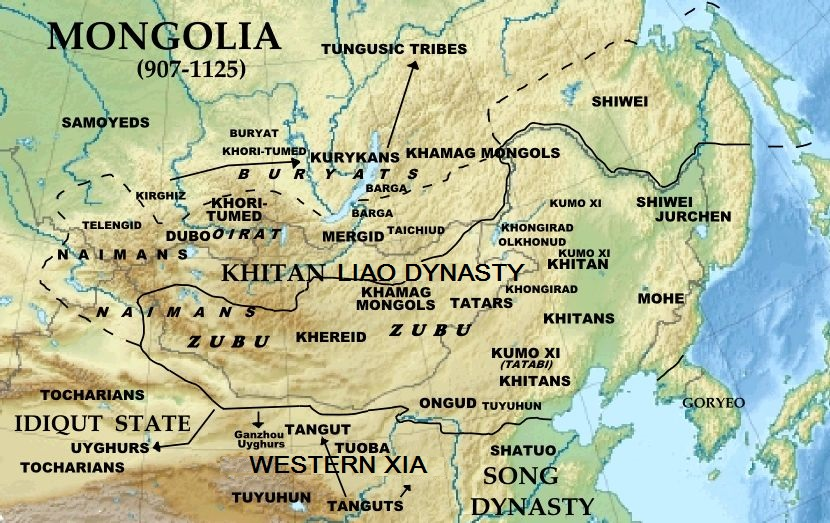
Kočovné kmeny v Mongolsku

Před sjednocením jednotlivých kočovných kmenů se Mongolové živili převážně jako kočovní pastevci. Spíše ojediněle se věnovali řemeslům. Většinou bydleli jen v jednoduchých stanech, kde se objevovaly první koberce, nebo v jurtách.

### Po sjednocení

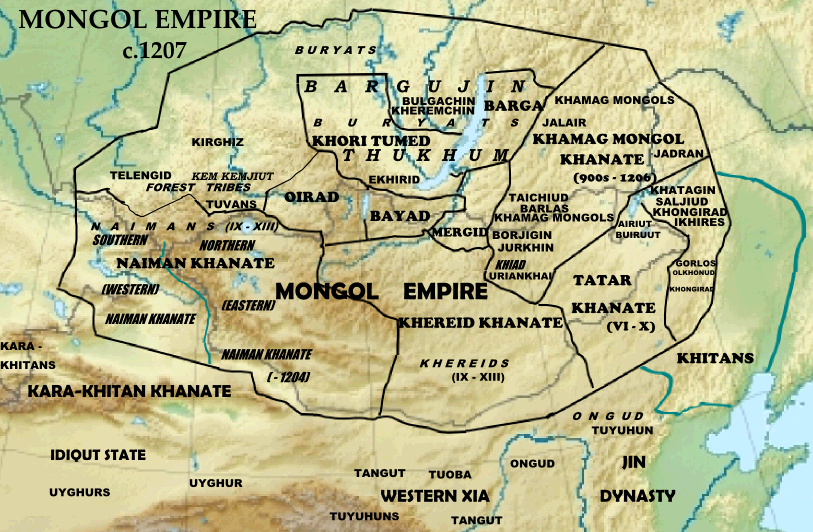
Říše na začátku 13. století

Poté, co velký chán sjednotil osamocené kmeny, začali Mongolové s dobyvačnými výpady. Čingischán založil nové hlavní město Mongolské říše Karakorum, které mělo 1000 jurt.

### Invaze do Číny

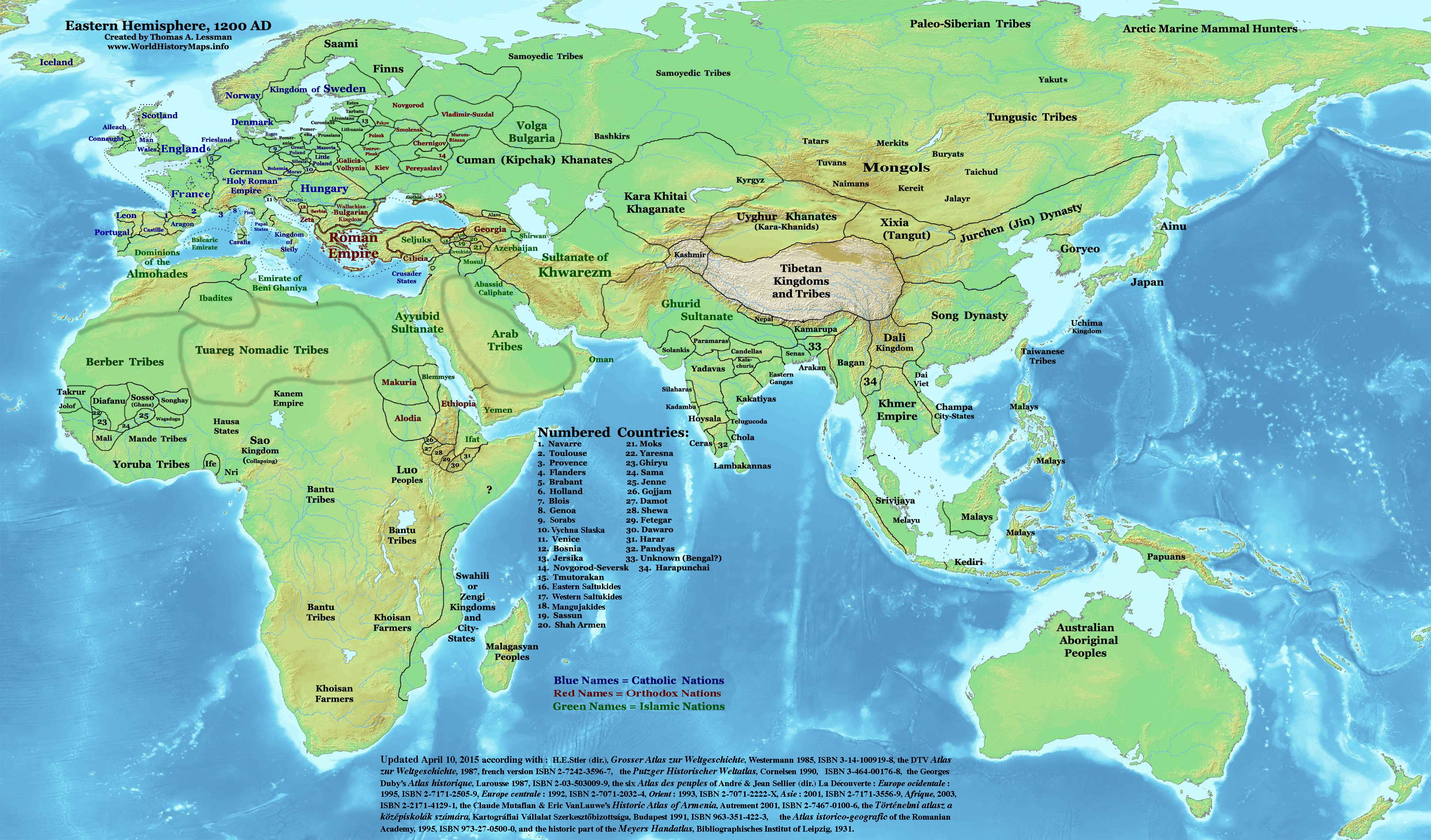
Asie a Evropa před Mongolskou říší (začátek 13. století)

Mongolská invaze do Číny začala de facto ihned po Čingischánově uchvácení moci a ani Velká čínská zeď nedokázala vpád Mongolů odrazit. V letech 1206 až 1209 ovládli Mongolové západní a v letech 1211–1234 severní Čínu.
Roku 1279 byla Čína kompletně dobyta a dynastie Sung byla nahrazena dynastií Jüan, která vládla do roku 1368, kdy Číňané povstali, mongolskou dynastii svrhli a založili dynastii Ming. Rok 1368 je udáván též jako rok zániku Mongolské říše.

### Invaze do Střední Asie

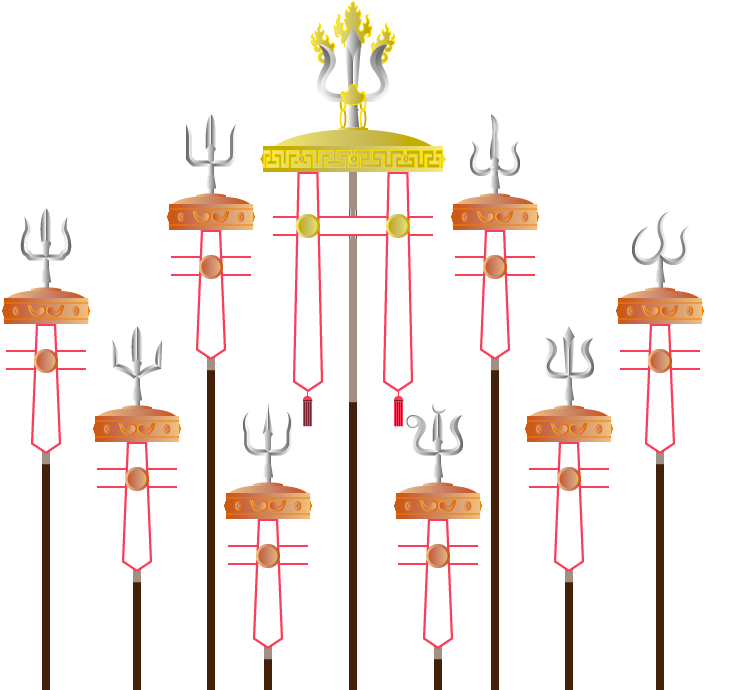
Mongolské zástavy

Mongolská invaze do Střední Asie trvala od roku 1206 do roku 1221. Začala po sjednocení mongolských a turkických kmenů (Ujguři, Tataři) a skončila zánikem Chórezmské říše (1219–1221). Mongolové zde vybudovali Čagatajský chanát.

### Invaze do Persie
Mongolská invaze do Persie měla za následek zpustošení islámských center a dobytí dnešního Íránu, Iráku, Sýrie, Palestiny a dalších území a založení mongolského Ílchanátu.

#### Obléhání Bagdádu
Mongolské obléhání Bagdádu a jeho dobytí v roce 1258 bylo dalším krokem v invazi proti muslimům. Na útočící straně stáli Mongolové pod velením Hülega, vnuka Čingischána, a jejich křesťanští spojenci, na druhé straně Abbásovci. Dobytí Bagdádu znamenalo konec Abbásovského chalífátu.

### Invaze do Egypta
Pro dějiny Blízkého východu rozhodující bitva u Ajn Džalút proběhla 3. září 1260 v Jizre'elském údolí mezi Mongoly a jejich spojenci a tzv. mamlúky. Byla to vůbec první větší porážka Mongolů. Mongolská armáda byla zničena téměř celá, mamlúci utrpěli těžké ztráty, ale nápor zastavili. Dále na západ, do severní Afriky, se už nikdy mongolští vládci nedostali.

### Invaze na Rus

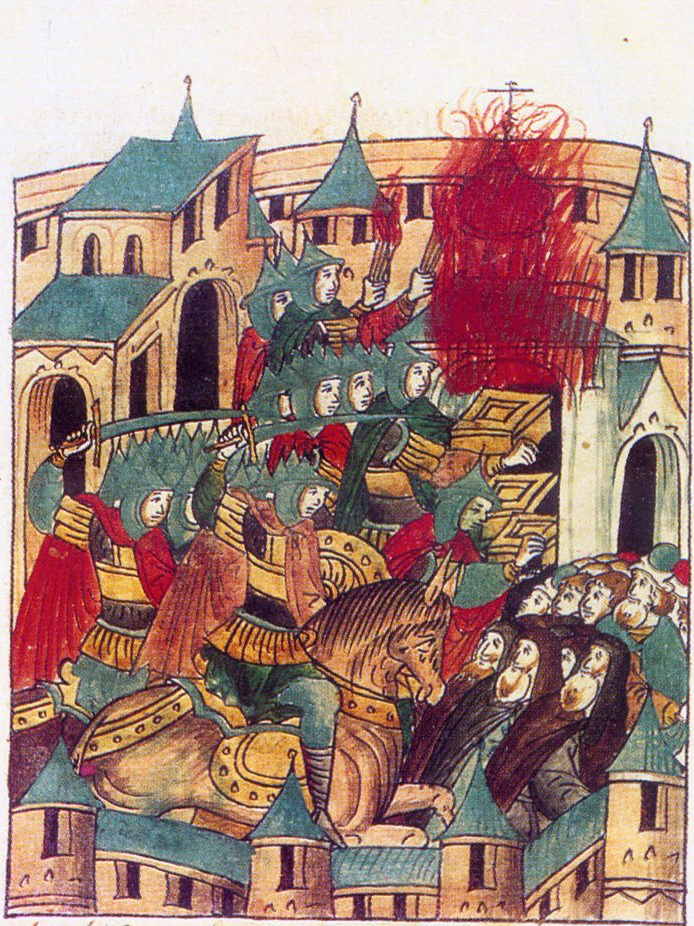
Plenění Suzdalu chánem Bátúem v únoru 1238

Při dobývání Rusi využili Mongolové zamrzlých řek jako cest. Bylo to vůbec jediné úspěšné zimní tažení na Rus v lidských dějinách. Podmanili si mnoho ruských knížectví a zasadili definitivní ránu státnosti Kyjevské Rusi (samotný Kyjev byl po dlouhém obléhání úplně zničen), s výjimkou Pskova, Novgorodu a běloruských knížectví. Díky dobytí Rusi se mohli Mongolové vrhnout dál na západ, do vyspělejších částí Evropy.
Svědectví o zničeném Kyjevu zanechal roku 1245 papežský vyslanec:
| „                  | Jeli jsme tudy a sami jsme viděli všude nespočetné hromady lidských lebek a kostí. Město bylo kdysi bohaté a velice lidnaté, teď z něho však nezbylo téměř nic. Stojí tam sotva dvě stě domů a jejich obyvatelé žijí v tuhém otroctví. | “ |
| — Giovanni Carpini | |   |

### Invaze do Střední Evropy

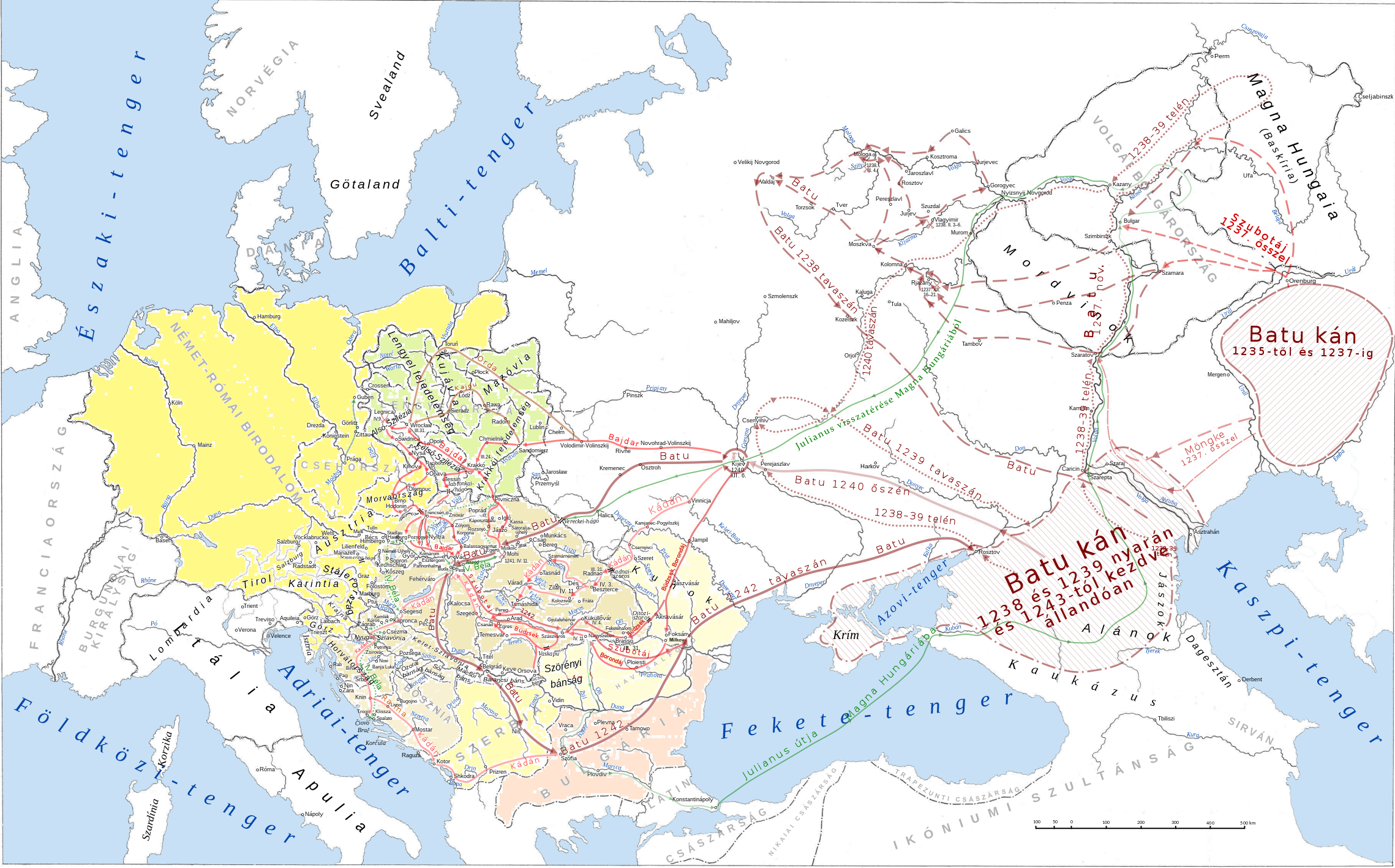
Mongolská invaze do Evropy v letech 1235–1242

Po ovládnutí většiny ruských knížectví se mongolská armáda, postupující na západ, rozdělila do dvou proudů. Hlavní vojsko, zhruba 50 tisíc bojovníků, vedené Bátúem a Subutaiem směřovalo za Polovci, prchajícími z jihoruských stepí, které mongolští náčelníci považovali za své poddané, do Sedmihradska, Moldávie a Uher. Menší část, asi 10 tisíc bojovníků, vpadla pod velením Khadana, syna velikého chána Ögedeje a dalších náčelníků z Čingischánova rodu začátkem března 1241 do Malopolska a Slezska, aby jim zajistila týl, případně získala informace o tamějších poměrech. Brzy byly dobyty Sandoměř a Krakov. Další porážku utrpěli Poláci v bitvě u Chmelníku poblíž Sandoměře. Mongolové poté oblehli Vratislav, kterou se jim však dobýt nedařilo. Vratislavský, velkopolský a krakovský kníže Jindřich II. Pobožný sebral vojsko a vyrazil proti Mongolům. Nevyčkal však na příchod svého švagra Václava I., který mu spěchal se svým vojskem na pomoc. Mongolové, kteří měli zprávy od zvědů o postupu českého krále, nechtěli dopustit spojení křesťanských armád. Proto zanechali obléhání a vyjeli naproti polskému vojsku. V nadcházející bitvě u Lehnice Poláci a rytířstvo (z velké části německé) byli na hlavu poraženi. České oddíly, které spěchaly na pomoc, již nestačily do bitvy zasáhnout. Václavovi I. se však podařilo zastavit Mongoly v Kladsku. Zabránil jim vtrhnout do Čech a obrátil ničivý proud k jihu. Ten protáhl Moravou a spojil se s Bátúovými hordami, které operovaly v Uhrách. 
Rozhodující bitva v Uhersku se odehrála 11. dubna 1241 nedaleko Muhi u řeky Slaná. Mnohem silnější uherské vojsko Mongolové téměř na hlavu porazili. Přestože hordy Mongolů obsadily po vítězství u Mohi většinu království, nepodařilo se dobyvatelům obsadit opevněná města. Počátkem roku 1242 se Mongolové z ne zcela jasných důvodů ze střední Evropy stáhli, podle některých novějších teorií o tom rozhodla vlna chladného a vlhkého počasí. Během mongolské invaze zahynula až polovina obyvatel Uherského království, kteří byli zabiti nebo zemřeli hlady. Některé části Velké dunajské nížiny ztratily velkou část obyvatel.

### Invaze do Vietnamu
Mongolové provedli tři válečná tažení do Vietnamu. Všechna skončila díky schopnému vietnamskému generálovi Tran Hung Daovi porážkou. Mongolská armáda utrpěla ohromné ztráty a Vietnam, přestože se poté zavázal odvádět pravidelné tributy, si zachoval nezávislost.

### Invaze do Čampy

Expanze mongolské říše v letech 1206–1294

Těsně před druhou invazí do Vietnamu napadla Mongolská říše Čamskou říši (ležela na území dnešního jižního Vietnamu). Čampská armáda byla nakonec po těžkém boji donucena stáhnout se do hor. Boje nakonec skončily dohodou obou stran. Čampa si zachovala nezávislost, ale musela odvádět tribut.

### Invaze do Jihovýchodní Asie
Mongolové se pokusili o podmanění jihovýchodní Asie (dnešní Indonésie). Postavili velké loďstvo, ale při plavbě na Jávu se zvedly vysoké vlny, silný vítr překvapil nezkušené námořníky a většina loďstva byla zničena. Totéž se stalo při invazi do Japonska.

### Invaze do Japonska

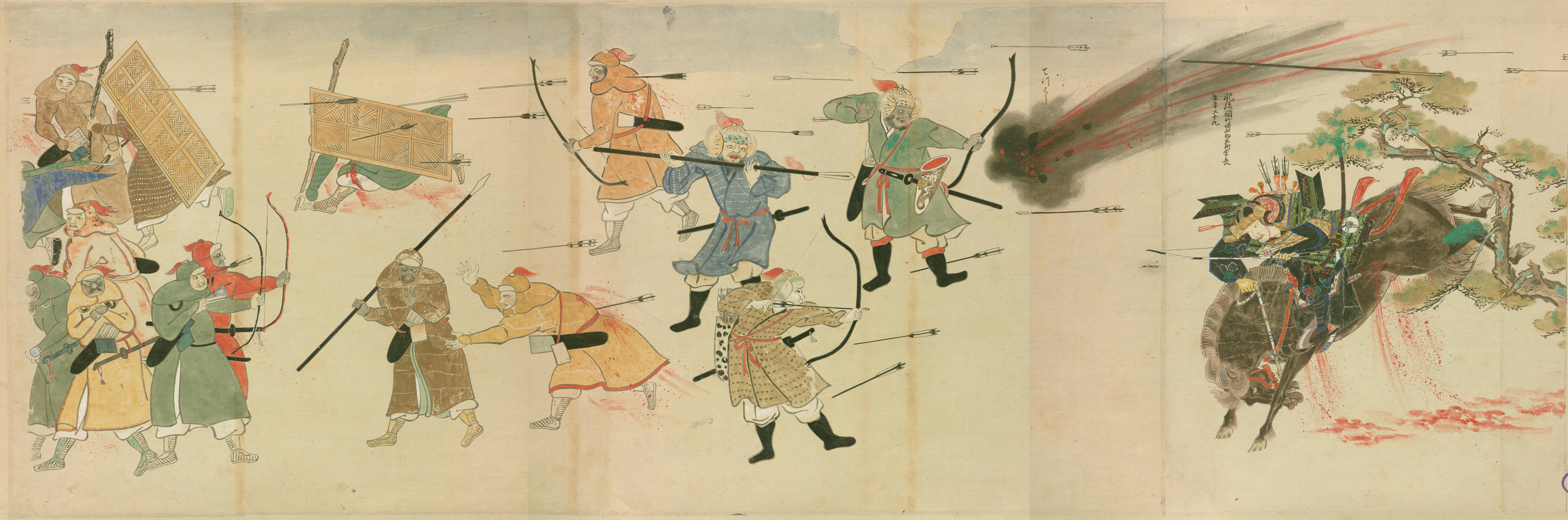
Samuraj vzdoruje Mongolům během mongolské invaze do Japonska

Mongolské invaze do Japonska byly dvě a obě skončily neúspěšně. Po dobytí Koreje si Mongolové nechali od zahraničních stavitelů postavit velké loďstvo. Během plavby se zvedl „Božský vítr“, japonsky Kamikaze, který lodě smetl.
Název „Božský vítr“ byl pak použit ve 2. světové válce pro sebevražedné piloty a jejich letadla.